# Hassi Fedoul
Hassi Fedoul (en árabe: حاسي فدول) es un municipio (baladiyah) de la provincia de Djelfa (Argelia). Forma parte del Distrito de Sidi Ladjel y, según el Censo de Argelia de 2008, cuenta con una población de 13 171 habitantes.«Hassi Fedoul (Commune, Djelfa, Algeria)». CityPopulation.de (en inglés). Consultado el 13 de agosto de 2025.

## Geografía
El término municipal se extiende sobre 499 km² en el Atlas sahariano, una región de transición entre las mesetas esteparias del norte y el Sáhara meridional. El relieve es ondulado, con altitudes próximas a los 900 m s. n. m., y presenta un clima semiárido (clasificación BSk de Köppen), caracterizado por veranos calurosos, inviernos fríos y precipitaciones irregulares —entre 200 y 400 mm anuales—.Brahimi, M. (2023). «Setting up the ENVI‑met digital tool to evaluate climatic conditions at an urban scale: a case study of Djelfa (Algeria)». Journal of Urban Climate (en inglés).

## Demografía
La evolución demográfica reciente se resume en la siguiente tabla:
| Año | Población | ± % intercensal 1998 12 221 — - 2008 13 171 +7,8 % |
| --- | --------- | -------------------------------------------------- |

## Administración
Hassi Fedoul obtuvo la categoría de municipio con el décret exécutif n.º 84‑365 del 1 de diciembre de 1984, y fue integrado en la daïra de Sidi Ladjel por el décret exécutif n.º 91‑306 del 24 de agosto de 1991, publicado en el Journal officiel de la République algérienne el 4 de septiembre de 1991.Journal officiel de la République algérienne (en francés) (41). 1991.

## Economía
Las actividades económicas se basan principalmente en la agricultura extensiva de secano y la ganadería ovina, típicas de la estepa argelina. El mercado semanal (souk) constituye un punto de intercambio regional de ganado y productos agrícolas.

## Transporte
El municipio se conecta con Argel (250 km al norte) a través de la carretera nacional N 1, con desvío en Boughezoul, y con Djelfa (170 km al sureste) mediante la red viaria provincial.